# New London (Ohio)
New London es una villa ubicada en el condado de Huron en el estado estadounidense de Ohio. En el Censo de 2010 tenía una población de 2461 habitantes y una densidad poblacional de 374,68 personas por km².

## Geografía
New London se encuentra ubicada en las coordenadas 41°4′47″N 82°24′22″O / 41.07972, -82.40611. Según la Oficina del Censo de los Estados Unidos, New London tiene una superficie total de 6.57 km², de la cual 5.71 km² corresponden a tierra firme y (13.05%) 0.86 km² es agua.

## Demografía
Según el censo de 2010, había 2461 personas residiendo en New London. La densidad de población era de 374,68 hab./km². De los 2461 habitantes, New London estaba compuesto por el 95.81% blancos, el 1.83% eran afroamericanos, el 0.04% eran amerindios, el 0.12% eran asiáticos, el 0.12% eran isleños del Pacífico, el 0.08% eran de otras razas y el 1.99% pertenecían a dos o más razas. Del total de la población el 1.1% eran hispanos o latinos de cualquier raza.